# Sphaerosacme
Sphaerosacme é um género botânico pertencente à família Meliaceae.
1. ↑  «Sphaerosacme — World Flora Online». www.worldfloraonline.org. Consultado em 19 de agosto de 2020